# マック・ホーバス
マッカリー・コール・ホーバス（Macauley Cole Horvath, 2001年7月22日 - ）は、 アメリカ合衆国ミネソタ州モーア郡オースティン出身のプロ野球選手（内野手、外野手）。右投右打。MLBのタンパベイ・レイズ傘下所属。

## 経歴

### プロ入りとオリオールズ傘下時代
2023年のMLBドラフト2巡目（全体53位）でボルチモア・オリオールズから指名され、7月17日に契約を結んだ（契約金は約140万ドル） 。契約後、傘下のルーキー級フロリダ・コンプレックスリーグ・オリオールズでプロデビュー。A級デルマーバ・ショアバーズとA+級アバディーン・アイアンバーズでもプレーし、3チーム合計で22試合に出場して打率.311、5本塁打、11打点、14盗塁を記録した。
2024年、オリオールズ傘下ではA+級アバディーンでプレーした。

### レイズ傘下時代
2024年7月26日にザック・エフリンとのトレードで、ジャクソン・バウマイスター、マシュー・エッツェルと共にタンパベイ・レイズへ移籍した。移籍後は傘下のA+級ボーリンググリーン・ホットロッズへ配属され、移籍前を含めた2チーム合計で102試合に出場して打率.229、13本塁打、59打点、35盗塁を記録した。オフにはアリゾナ・フォールリーグに参加し、メサ・ソーラーソックスに所属した。

## プレースタイル
学生時代は三塁手が主だったが、プロ入り後は二塁手や外野手としても起用されている。打撃はスウィングスピードの速さと力強さを備えるが、ストライクゾーンの見極めが課題に挙げられる。